# Vadim Tijomírov
Vadim Tijomírov fue un botánico ruso, experto en morfología y taxonomía de la flora y fauna silvestre de Rusia, principalmente durante el período de la Unión de Repúblicas Socialistas Soviéticas (URSS). Fue miembro activo de diversas organizaciones y revistas referidas a ciencias naturales, tanto dentro de Rusia como en el extranjero. Desempeñó la mayor parte de su carrera en la Universidad Estatal de Moscú.
Fue perseguido en 1960 por ser transexual. En 1967 fue condenado a muerte y su abogado consiguió evitar su ejecución. 

## Biografía
Desde el año 1949 hasta 1952 estudió en la Facultad de Biología de la Universidad Estatal de Moscú, mientras trabajaba en el Departamento de Plantas Superiores (MSU), donde se graduó bajo la supervisión oficial de Konstantín I. Méyer.
De 1957 a 1959, trabajó como asistente de investigación interpresidencial en el Laboratorio de Biología de la Universidad Estatal de Moscú, en Cháshnikovo, cerca de la capital rusa.
En 1959 fue transferido al Departamento de Plantas Superiores de la Universidad Estatal de Moscú, donde trabajaría el resto su vida, siendo desde 1966 profesor adjunto y ejerciendo la jefatura desde 1976. Su tesis de grado se tituló "Morfología comparativa del gineceo y el androceo de la URSS".
Desde 1979 hasta 1998, dirigió el Departamento de Plantas Superiores de la Facultad de Biología de la Universidad de Moscú.
De 1967 a 1988 ostentó el cargo de director del Jardín Botánico Lomonósov de la Universidad Estatal de Moscú donde colaboró con experimentados profesionales y ejecutivos de empresas como Garden V. Novikov (1967), MG Pimenov (1973) y otros talentosos jóvenes investigadores, en su mayoría graduados del Departamento de Plantas Superiores y Geobotánica. Bajo su dirección, la Facultad de Biología se convirtió en una institución de carácter científico. También fue presidente del Consejo Regional de Jardines Botánicos y, más tarde, vicepresidente de los jardines botánicos de Rusia.
En 1977 defendió su tesis doctoral titulada "El origen, la evolución y el sistema de la familia de las umbelíferas" (umbelíferas Juss. Apiaceae Lindl.
Él y el zoólogo Konstantín Nikoláievich Blagosklonovym organizaron escuadrones de conservación con estudiantes de biología de la Universidad Estatal de Moscú, una experiencia que se inició el 13 de diciembre de 1960, la cual resultó ser crucial para la preservación de la vida silvestre del país.
Vadim Tijomírov fue también miembro de consejos editoriales de numerosas revistas nacionales y extranjeras como "Botanical Magazine", "Ciencias Biológicas", "Revista de Biología General», «Vegetatio», «Flora Mediterránea», y editor jefe de "Los informes de la Bula. Zoología y botánica "," Protección Wildness "y "Bull. MOIP. Departamento de Biología. "
Vadim Tijomírov tomó parte activa en el trabajo de la Unión Sociedad Botánica en 1969 y desde 1988 ocupó el cargo de vicepresidente de la UBE. Fue miembro de Ciencias Naturales (1997), miembro extranjero de la Sociedad Botánica de Bulgaria (1993), miembro de la National Geographic Society (1994).
Murió después de una larga enfermedad el 11 de julio de 1998 en Moscú.

## Algunas publicaciones
- En 1997. Krasnaia kniga Respubliki Mariĭ El: redkie i nuzhdaiushchiesia v okhrane rasteniia mariĭskoĭ flory. Con Nikolai Vasilievich Abramov. Ed. Mariĭskoe Knizhnoe IZD-VO, 125 pp. ISBN 5759007114

- En 1959.  флоре Химкинского и Солнечногорского районов Московской области (Flora de Khimki y Solnechnogorsk distrito de la región de Moscú) Sci. Informes. Alta. escuela. Biol.. ciencia. - 1959 ( 3): 168-172

- En 1963. Флористические находки на левобережье Оки в Луховицком районе Московской области (Hallazgos florísticas sobre el margen izquierdo del Oka en la región de Moscú Lukhovitsky). Bull. Dip. biol. 68 ( 6): 168-169

- En 1965. некоторых новых взглядах на происхождение цветковых растений //Проблемы филогении цветковых растений (Algunos nuevos puntos de vista sobre el origen de las plantas con flores). Problemas de la filogenia de las plantas con flores. -M., 1965

- En 1966. Определитель растений Московской области (Plantas de la región de Moscú). Moscú: Naúka, 1966. 368 pp.

- En 1969a. К флоре юго-восточной части Московской Мещёры // Растительность и почвы Нечернозём. центра европ. части СССР (Flora de sudeste de Moscú Meshchora / Vegetación y Nechernozem suelo. centro de Europa. URSS). Universidad Estatal de Moscú, pp. 152-164

- En 1969b. Флора агробиологической станции МГУ «Чашниково» и её окрестностей (Flora en la Estación agrobiológico de MSU "Chashnikovo" y sus alrededores). Moscú: Mosk. University, 1969b. - 107 pp.

- En 1971. Новые местонахождения некоторых редких видов растений в Московской области (Una nueva ubicación de algunas especies raras de plantas en la región de Moscú). Bull. Dip. biol. 76 ( 4): 133-135

- En 1985. Ботаника. Высшие растения. Главнейшие порядки покрытосеменных растений: Методические указани (Botánica. Plantas superiores. Orden principal de las angiospermas: Directrices). M.

- En 1995a. Новые флористические находки в центральной полосе Европейской России (Nuevos hallazgos florísticos en la zona central de la Rusia europea). Bull. Dip. biol. 100 ( 2): 100-104

- 1995b. Определитель сосудистых растений (De las plantas vasculares). Con Wrasse IA, Kiseleva KV, Novikov S. M. Argus

- En 1998. Гирчовник татарский// Красная книга Московской области (Tratado de Girchovnik Tatar /B/ rojo de la región de Moscú). N. York: Argus, Universidad Rusa. pp. 421

- En 2000. Иллюстрированный определитель растений Средней России. В 3-х томах (Plantas ilustradas de Medio Rusia). Con Wrasse IA, Kiseleva KV, Novikov S. 3 vols. N. York: Asociación de publicaciones científicas CMC, Instituto de Estudios Tecnológicos

томo 1. Папоротники, хвощи, плауны, голосеменные, покрытосеменные (однодольные) (Helechos, colas de caballo, licopodios, gimnospermas, angiospermas (monocotiledóneas) —2002— ISBN 8-87317-091-6
томo 2. Покрытосеменные (двудольные: раздельнолепестные) ( angiospermas dicotiledóneas). 2003— ISBN 9-87317-128-9
томo 3. Покрытосеменные (двудольные: раздельнолепестные) ( Angiospermas dicotiledóneas). 2004— ISBN 5-87317-163-7
- 2006. Геоботаника: курс лекций (Geobotánica: conferencias). Mn: BSU

- La abreviatura «V.N.Tikhom.» se emplea para indicar a Vadim Tijomírov como autoridad en la descripción y clasificación científica de los vegetales.[1]